# Daghyourd
Daghyourd est un village de la région de Khodjaly en Azerbaïdjan.

## Population
Elle compte 388 habitants en 2005.